# Kim Min-kyu (actor y cantante)
Kim Min-kyu (en hangul, 김민규; hanja: 金旻奎 nacido el 12 de marzo de 2001), más conocido por su nombre artístico Minkyu, es un actor, cantante, presentador de televisión y modelo surcoreano. Fue elegido para la serie web de Playlist Pop Out Boy! como el protagonista masculino Chun Nam-wook en 2020, y como Seo Ji-han en la serie de jTBC Idol: The Coup.

## Vida personal
Minkyu nació el 12 de marzo de 2001 en Gumi, provincia de Gyeongsang del Norte, Corea del Sur. Tiene una hermana dos años menor que él. Estudió en la Escuela Primaria Munhyeon, la Escuela Intermedia Hwaam y la Escuela Secundaria Moonhyeon. Se trasladó a la escuela secundaria Youngdong debido a compromisos laborales.

## Carrera
En marzo de 2019, Minkyu representó a Jellyfish Entertainment junto con su compañero aprendiz Choi Jun-Seong en el programa de telerrealidad de supervivencia Produce X 101 para tener la oportunidad de debutar en un grupo de chicos de Mnet. Ocupó el puesto decimosegundo en la final y fue eliminado del grupo final. A pesar de esta eliminación, su participación en el programa le facilitó recibir muchas ofertas publicitarias.
El 21 de agosto del mismo año se convirtió en el primer modelo masculino de la marca de belleza Banila Co. También participó en varias sesiones fotográficas para revistas como DAZED, NYLON y Grazia. El 25 de agosto se celebró su primera reunión de fans, 'Nineteen, Minkyu' en el Centro de Arte y Cultura Donghae de la Universidad de Kwangwoon. El 23 de septiembre fue elegido como modelo para la marca de ropa estadounidense Guess. En noviembre prosiguió sus reuniones de fans 'Nineteen, Minkyu', ahora fuera de Corea: el día 9 en Bangkok, Tailandia, y el 16 en Taipéi, Taiwán. El 5 de diciembre fue elegido para presentar el nuevo programa Pink Festa de MBC Music. Dos días después realizó su primera firma de autógrafos de Banila Co. El 16 celebró 'Nineteen, Minkyu' en Japón. El 17 ganó el Hot Rookie Award en First Brand Awards 2020.

### 2020: Presentador; debut como actor
El 7 de febrero de 2020 Minkyu fue elegido como uno de los nuevos presentadores del programa musical The Show de SBS MTV junto con Juyeon de The Boyz y Sihyeon de Everglow.
En junio de 2020 Minkyu hizo su debut como actor en el drama web de Playlist Pop Out Boy! como el protagonista masculino Chun Nam-wook.

## Discografía

### Apariciones en bandas sonoras
| Año                                                                                 | Título                                                                      | Clasificación | Álbum              |
| Año                                                                                 | Título                                                                      | Corea         | Álbum              |
| ----------------------------------------------------------------------------------- | --------------------------------------------------------------------------- | ------------- | ------------------ |
| 2021                                                                                | «Talking to the Moon» (con Hani) =                                          | —             | Idol: The Coup OST |
| 2021                                                                                | «To U» (con Jo Joon-young)                                                  | —             | Idol: The Coup OST |
| 2021                                                                                | «Tonight» (오늘 밤) (con Lee Eun-sang, Hong Eun-ki, artista invitada Green) | —             | Idol: The Coup OST |
| El símbolo (—) indica producciones no registradas o que no se editaron en ese país. |                                                                             |               |                    |

## Filmografía

### Series de televisión
| Año     | Título                    | Papel      | Canal | Notas        | Ref.          |
| ------- | ------------------------- | ---------- | ----- | ------------ | ------------- |
| 2021    | Idol: The Coup            | Seo Ji-han | jTBC  | Protagonista | [ 12 ] [ 13 ] |
| 2023-24 | Maestra: Strings of Truth | Kim Tae-ho | tvN   |              | [ 14 ]        |

### Series web
| Año  | Título             | Papel         | Plataforma | Notas                                             | Ref.          |
| ---- | ------------------ | ------------- | ---------- | ------------------------------------------------- | ------------- |
| 2020 | Pop Out Boy!       | Chun Nam-wook | Playlist   |                                                   |               |
| 2022 | Seasons of Blossom | Lee Jae-min   |            |                                                   | [ 15 ] [ 16 ] |
| 2022 | La vida fabulosa   | Shim Do-young | Netflix    | Prevista para noviembre de 2022, estreno aplazado | [ 17 ] [ 18 ] |

### Programas de televisión
| Año       | Título        | Función     | Notas                     | Ref.   |
| --------- | ------------- | ----------- | ------------------------- | ------ |
| 2019      | Produce X 101 | Concursante | Terminó decimosegundo     |        |
| 2019      | Pink Fiesta   | Presentador |                           |        |
| 2020-2021 | The Show      | Presentador | Con Kim Si-hyeon y Juyeon |        |
| 2022      | Style Me      | Presentador | Temporada 3               | [ 19 ] |

### Programas web
| Año  | Título                   | Función             | Notas                                          | Ref. |
| ---- | ------------------------ | ------------------- | ---------------------------------------------- | ---- |
| 2020 | Friendship Tour: Like It | Miembro del reparto | Con Lee Jin-hyuk y Lee Se-jin                  |      |
| 2021 | Friendship Tour 2        | Miembro del reparto | Con Lee Jin-hyuk, Lee Se-jin y Choi Byung-chan |      |

## Promociones
| Año  | Título                                          | Ref.   |
| ---- | ----------------------------------------------- | ------ |
| 2019 | Banila Co.                                      |        |
| 2020 | Miral Welfare Foundation Ambassador of Goodwill | [ 20 ] |

## Premios y nominaciones
| Año  | Premio             | Categoría         | Papel | Resultado | Ref.  |
| ---- | ------------------ | ----------------- | ----- | --------- | ----- |
| 2019 | First Brand Awards | Premio Hot Rookie | —     | Ganador   | [ 9 ] |